# Rhagio inutilis
Rhagio inutilis är en tvåvingeart som först beskrevs av Walker 1848.  Rhagio inutilis ingår i släktet Rhagio och familjen snäppflugor. Inga underarter finns listade i Catalogue of Life.